# 秋草俊

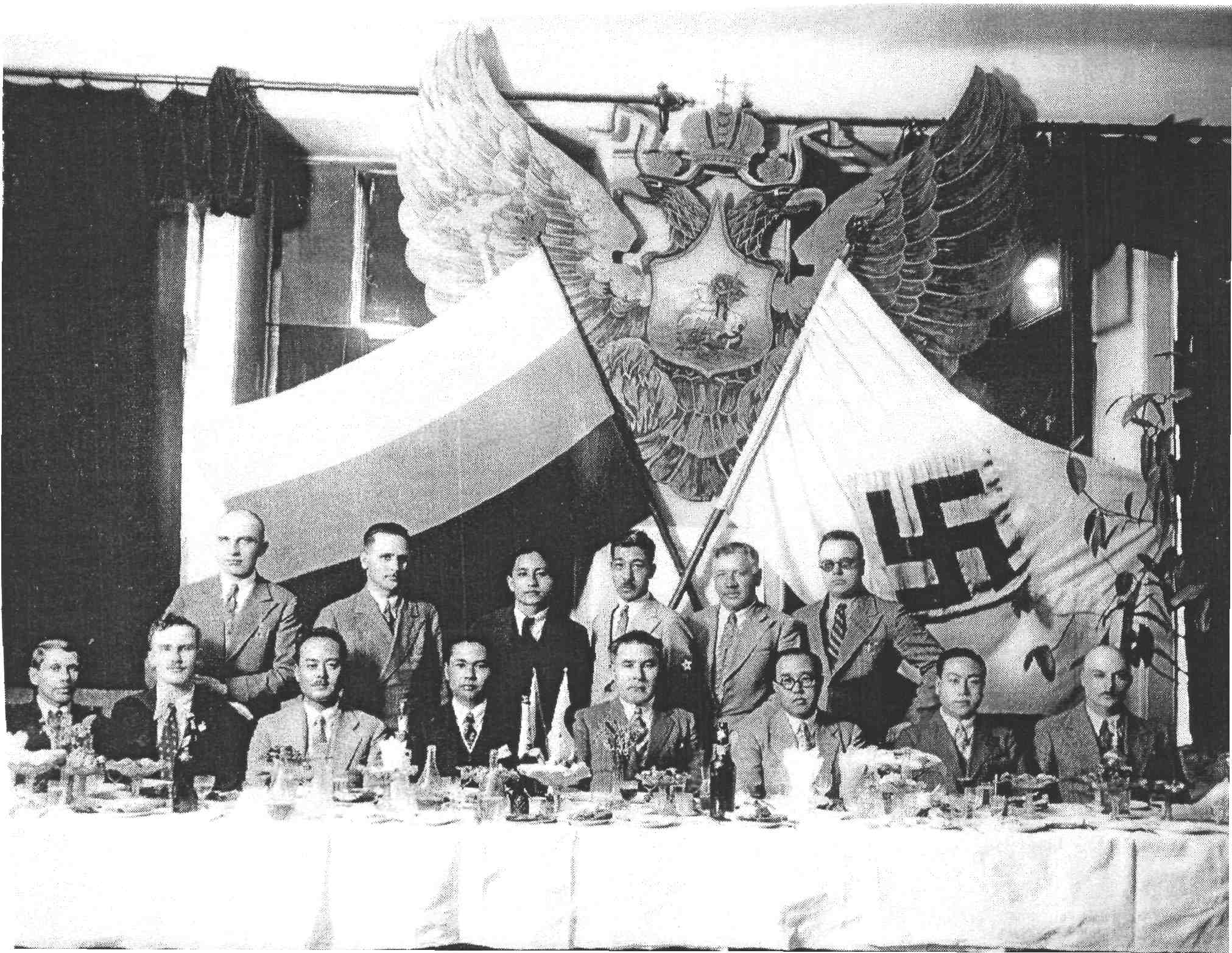
ロシアファシスト党メンバーとの記念撮影（前列右から3人目が俊）

秋草 俊（あきくさ しゅん、1894年〈明治27年〉4月6日 - 1949年〈昭和24年〉3月22日）は、昭和期の日本の陸軍軍人。対ソ諜報を専門とする情報将校として陸軍中野学校初代校長、星機関長、関東軍情報部長を務めた。陸士26期。最終階級は陸軍少将。

## 経歴
1894年（明治27年）4月6日、秋草直右衛門の4男として栃木県足利市に生まれ、幼くして東京の同族・秋草晃の養子となる。1914年（大正3年）、陸軍士官学校26期卒業。陸軍依託学生として東京外国語学校に学び、後にハルピンに留学。参謀本部付、関東軍特務機関に務めるなどして、1933年（昭和8年）、ハルピン特務機関の補佐官となり、諜報活動で活躍し対ソ諜報の第一人者となる。
1936年（昭和11年）9月、 阿南惟幾兵務局長によって「科学的防諜機関」設立が発案されると準備委員の一人として立ち上げに関わり、1938年（昭和13年）4月に後方勤務要員養成所（陸軍中野学校）として設立されると初代校長に就任した。敗戦後は逃亡を勧める部下の進言を断りソ連軍に投降、連行され抑留を経験。1948年（昭和23年）1月31日、公職追放仮指定を受けた。1949年（昭和24年）3月22日、モスクワ州ウラジーミルのウラジーミル監獄で死去した。享年56（満54歳没）。墓地は、ウラジーミル監獄に隣接する市民墓地で、加藤泊治郎中将と共に葬られている。

## 年譜
- 1914年（大正3年）
  - 5月 陸軍士官学校卒業（第26期）
  - 12月 任歩兵少尉・近衛歩兵第1連隊附
- 1918年（大正7年）7月 任歩兵中尉
- 1924年（大正13年）3月 任歩兵大尉
- 1926年（大正15年）4月 東京外国語学校入学
- 1927年（昭和2年）3月 東京外国語学校（露語）修了・ハルピン留学
- 1928年（昭和3年）4月 参謀本部付勤務
- 1932年（昭和7年）4月 任歩兵少佐・陸士附勤務
- 1933年（昭和8年）3月 ハルピン特務機関補佐官
- 1936年（昭和11年）
  - 8月 任歩兵中佐・参本附仰付
  - 12月 兵務局附兼参謀本部附
- 1938年（昭和13年）8月 後方勤務要員養成所長
- 1939年（昭和14年）3月9日 任歩兵大佐
- 1940年（昭和15年）3月20日 在ドイツ星機関長（満州国在ドイツ公使館参事官兼ワルシャワ総領事）
- 1942年（昭和17年）12月1日 第4国境守備隊長
- 1943年（昭和18年）8月1日 任少将
- 1945年（昭和20年）2月1日 関東軍情報部長（ハルピン特務機関長）
- 1949年（昭和24年）3月22日 死去